# Большевик (Павловский район)
Большевик — упразднённый посёлок в Павловском районе Алтайского края. На момент упразднения входил в состав Колыванского сельсовета. Исключен из учётных данных в 1986 году, фактически включен в состав села Колыванское.

## География
Располагался на краю Барнаульского ленточного бора, у юго-западного берега пруда Сибирь, ныне представляет собой улицу Зелёную села Колыванского.

## История
Основан в 1920-е годы как сельскохозяйственная коммуна «Большевик».
Решением Алтайского краевого исполнительного комитета от 11.08.1986 года № 282 посёлок исключен из учётных данных.